# Tienhoek

Regelmatige tienhoek

Een tienhoek of decagoon, Oudgrieks: δεκάγωνον van δέκα, déka, tien en γωνία, gōnía, hoek, is een figuur, een veelhoek, met 10 hoeken en 10 zijden.
Een regelmatige tienhoek is een regelmatige veelhoek met tien gelijke hoeken en tien gelijke zijden. De hoeken van een regelmatige tienhoek zijn {\displaystyle 4\pi /5\,{\text{rad}}=144^{\circ }}. De oppervlakte {\displaystyle A} van een regelmatige tienhoek met {\displaystyle a} de lengte van een zijde is:
{\displaystyle {\begin{aligned}A&={\frac {5}{2}}a^{2}\cot {\frac {\pi }{10}}={\frac {5}{2}}a^{2}{\sqrt {5+2{\sqrt {5}}}}\\&\approx 7{,}694208843\,a^{2}\,.\end{aligned}}}